# Verlans
Verlans là một xã ở tỉnh Haute-Saône trong vùng Franche-Comté phía đông Pháp. Xã có diện tích 1,64 km², dân số năm 2006 là 138 người. Khu vực này có độ cao từ 345-481 mét trên mực nước biển.